# 查尔斯·艾尔顿
查尔斯·萨瑟兰·艾尔顿(Charles Sutherland Elton，1900年3月29日—1991年5月1日)，英国生物学家和动物生态学家。他生前研究過入侵物种。
1927年出版的《动物生态学》，标志着这个学科的诞生。